# أستراليا في بطولة العالم للألعاب المائية 2023
شاركت أستراليا في بطولة العالم للألعاب المائية 2023 في فوكوكا باليابان في الفترة من 14 إلى 30 يوليو.

## الحاصلون على الميداليات
| الميدالية | الاسم | الرياضة                    | الحدث                                   | التاريخ       |
| --------- | --- | -------------------------- | --------------------------------------- | ------------- |
| الأول     | كاسيل روسو | الغطس                      | منصة 10 أمتار رجال                      | 22 يوليو 2023 |
| الأول     | صامويل شورت | السباحة                    | 400 متر حرة رجال                        | 23 يوليو 2023 |
| الأول     | أريارن تيتموس | السباحة                    | 400 متر حرة سيدات                       | 23 يوليو 2023 |
| الأول     | مولي أوكالاجان شاينا جاك ميج هاريس إيما مكيون بريانا ثروسيل (تصفيات) ماديسون ويلسون (تصفيات)                              | السباحة                    | 4 × 100 متر حرة تتابع سيدات             | 23 يوليو 2023 |
| الأول     | جاك كارترايت فلين سوثام كاي تايلور كايل شالميرس ماثيو تمبل (تصفيات)                                                       | السباحة                    | 4 × 100 متر حرة تتابع رجال              | 23 يوليو 2023 |
| الأول     | كايلي ماكيون | السباحة                    | 100 متر ظهر سيدات                       | 25 يوليو 2023 |
| الأول     | ريانان إيفلاند | الغطس العالي               | الغطس العالي سيدات                      | 26 يوليو 2023 |
| الأول     | مولي أوكالاجان | السباحة                    | 200 متر حرة سيدات                       | 26 يوليو 2023 |
| الأول     | كايل شالميرس | السباحة                    | 100 متر حرة رجال                        | 27 يوليو 2023 |
| الأول     | كايلي ماكيون | السباحة                    | 50 متر ظهر سيدات                        | 27 يوليو 2023 |
| الأول     | مولي أوكالاجان شاينا جاك بريانا ثروسيل أريارن تيتموس ماديسون ويلسون (تصفيات) لاني باليستر (تصفيات) كيا ميلفيرتون (تصفيات) | السباحة                    | 4 × 200 متر حرة تتابع سيدات             | 27 يوليو 2023 |
| الأول     | مولي أوكالاجان | السباحة                    | 100 متر حرة سيدات                       | 28 يوليو 2023 |
| الأول     | كاميرون ماكيفوي | السباحة                    | 50 متر حرة رجال                         | 29 يوليو 2023 |
| الأول     | كايلي ماكيون | السباحة                    | 200 متر ظهر سيدات                       | 29 يوليو 2023 |
| الأول     | جاك كارترايت كايل شالميرس شاينا جاك مولي أوكالاجان فلين سوثام (تصفيات) ماديسون ويلسون (تصفيات) ميج هاريس (تصفيات)         | السباحة                    | 4 × 100 متر حرة تتابع مختلط             | 29 يوليو 2023 |
| الثاني    | شيلسي غوبيكا | سباحة في المياه المفتوحة   | 10 كم سيدات                             | 15 يوليو 2023 |
| الثاني    | دومينيك بيدغود ماديسون كيني                                                                                               | الغطس                      | منصة انطلاق متزامنة مختلطة بطول 3 أمتار | 22 يوليو 2023 |
| الثاني    | صامويل شورت | السباحة                    | 800 متر حرة رجال                        | 26 يوليو 2023 |
| الثاني    | أريارن تيتموس | السباحة                    | 200 متر حرة سيدات                       | 26 يوليو 2023 |
| الثاني    | كايلي ماكيون زاك ستوبليتي كوك ماثيو تمبل شاينا جاك برادليس وودوارد (تصفيات) صامويل ويليامسون (تصفيات) إيما مكيون (تصفيات) | السباحة                    | 4 × 100 متر سباحة متنوعة تتابع مختلط    | 26 يوليو 2023 |
| الثاني    | إليزابيث ديكيرس | السباحة                    | 200 متر فراشة سيدات                     | 27 يوليو 2023 |
| الثاني    | زاك ستوبليتي كوك | السباحة                    | 200 متر سباحة صدر رجال                  | 28 يوليو 2023 |
| الثاني    | شاينا جاك | السباحة                    | 50 متر حرة سيدات                        | 30 يوليو 2023 |
| الثاني    | كايلي ماكيون آبي هاركين إيما مكيون مولي أوكالاجان ماديسون ويلسون (تصفيات) بريانا ثروسيل (تصفيات) ميج هاريس (تصفيات)       | السباحة                    | 4 × 100 متر تتابع متنوع سيدات           | 30 يوليو 2023 |
| الثالث    | شيلسي غوبيكا موشا جونسون نيكولاس سلومان كايل لي                                                                           | السباحة في المياه المفتوحة | تتابع الفريق                            | 20 يوليو 2023 |
| الثالث    | كاي تايلور كايل شالميرس ألكسندر غراهام توماس نيل إيليا وينينجتون (تصفيات) فلين سوثام (تصفيات)                             | السباحة                    | 4 × 200 متر حرة تتابع رجال              | 28 يوليو 2023 |
| الثالث    | أريارن تيتموس | السباحة                    | 800 متر حرة سيدات                       | 29 يوليو 2023 |
| الثالث    | صامويل شورت | السباحة                    | 1500 متر حرة رجال                       | 30 يوليو 2023 |
| الثالث    | جينا فوريستر | السباحة                    | 400 متر فردي متنوع سيدات                | 30 يوليو 2023 |
| الثالث    | برادليس وودوارد زاك ستوبليتي كوك ماثيو تمبل كايل شالميرس صامويل ويليامسون (تصفيات) كاي تايلور (تصفيات)                    | السباحة                    | 4 × 100 متر تتابع متنوع رجال            | 30 يوليو 2023 |